# Gianni Asti (1935)
Gianni Asti (Varese, 25 marzo 1935 – Milano, 14 febbraio 2014) è stato un cestista e allenatore di pallacanestro italiano.

## Carriera
Fu tra i protagonisti di un'impresa storica del basket italiano: cinque promozioni consecutive, dall'allora campionato di Promozione alla serie A giocata in maglia roburina, con sponsor Prealpi Varese nel Elette FIP 1962-1963. Ha allenato nella massima serie italiana squadre come la Gamma Varese e la Mecap Vigevano.
Il 12 febbraio 2014 è stato inserito tra i membri dell'Italia Basket Hall of Fame. È morto due giorni dopo, a Milano.